# أبراهام إم. هلبرن
أبراهام إم. هلبرن (بالإنجليزية: Abraham M. Halpern)‏ هو لغوي وعالم إنسان أمريكي، ولد في 20 فبراير 1914، وتوفي في 1985.